# 레이와 신센구미

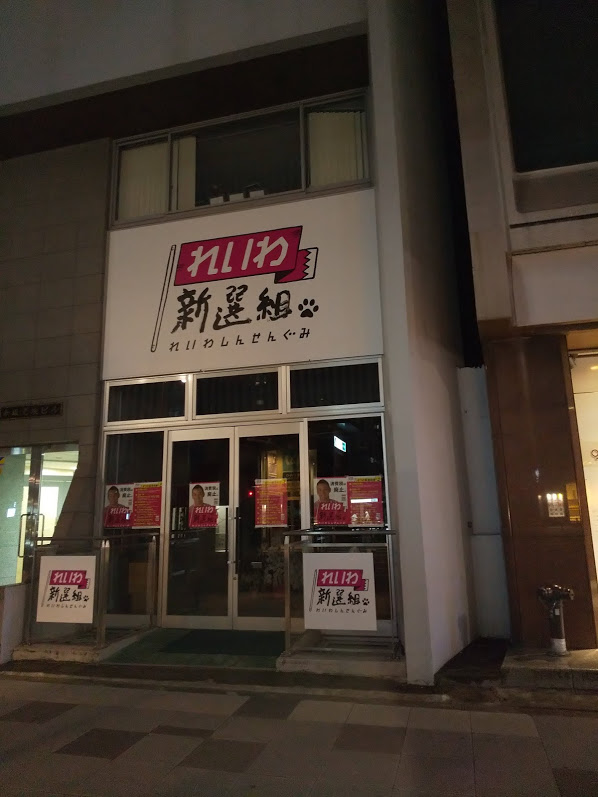
레이와 신센구미의 당사. (2019년 9월 22일 촬영)

레이와 신센구미 또는 레이와 신선조(일본어: れいわ新選組)는 일본의 진보주의 정당으로, 2019년 4월 1일 창당되었다. 참의원 의원 야마모토 타로(山本太郎)가 전 자유당 세력 중 국민민주당과의 합당에 동의하지 않은 강경파를 모아 2019년 7월에 있을 제25회 일본 참의원 의원 통상선거에서 자신을 비롯한 여러 후보 옹립을 위해 창당하였다고 밝혔다.
주요 경제정책으로는 소비세 폐지를 비롯해 '법인세에 누진세 도입', '신규 국채 증발을 통한 재원확보'(현대 화폐 이론 주장) 등을 주장하고 있다. 그 외의 정책으로는 '오키나와 헤노코 미군기지 건설 반대', '원전의 즉각적인 운용 중단', '최저임금 1,500엔(정부 보증)', '장학금 융자 의무상환제도 폐지', '동물 복지' 등을 내세우고 있다.
정당명은 정당 등록일이 헤이세이에서 레이와로 넘어가는 날짜라서 새 시대의 시작을 나타내기 위해 '레이와'로 했다고 하였으며, 신선조라는 이름을 '新撰組' 대신 '新選組'라고 한 것은 "새 시대에 새롭게 뽑히는 정당이 되기 위해서"라고 밝혔다. 정당 설립 당시 야마모토 타로 의원은 기자회견에서 자유당을 바로 탈당하진 않으며 4월 하순 탈당 예정이라고 밝혔다.

## 역사

### 2019년 참의원 선거
2019년 7월 4일 참의원 선거 후보 등록일에 비례대표 10명을 등록하였다. 야마모토 대표는 불구속명부 비례대표로, 오키나와 창가학회 장년부장인 노하라 요시마사 후보는 도쿄도 선거구로 출마하였다.
2019년 7월 21일 열린 제25회 일본 참의원 의원 통상선거에서 참의원 비례대표 2석(후나고 야스히코, 기무라 에이코, 둘 다 구속명부 특별조)을 획득하였다. 야마모토 대표는 비례대표 선거에서 낙선하였으나 낙선자 최다표를 획득하였다.

### 2020년 도쿄도지사 선거
2020년 도쿄도지사 선거에서는 야마모토가 당공인으로 입후보하였다. 이 선거에서는 입헌민주당과 공산당, 사민당은 이미 변호사인 우쓰노미야 겐지를 지원할 방침을 결정해 야당 간의 주도권 싸움으로 직결되는 상황이 되었다. 야마모토는 소비세 5% 감면을 차기 중의원 선거에서 야당의 공통 정책으로 삼을 것을 요구했으나 받아들여지지 않아 야당 통일 후보로 출마하는 것이 무산됐다고 설명하였다. 또한 야마모토 후보가 신종 코로나 바이러스의 감염 확대로 자랑해 온 가두 활동 자제되어 당의 존재감 저하에 대한 조바심도 깔려 있다고 보도되었다. 7월 5일의 투개표의 결과, 현직의 고이케 유리코가 366만 표를 획득해 큰 차이로 당선되었다. 우쓰노미야는 84만 표, 야마모토는 65만 표에 그쳤다.

### 차기 중의원 선거를 향한 움직임
2021년 1월 18일 야마모토 대표가 차기 중의원 선거에 출마할 의향을 표명하였다. 또한 연내에 집행되는 도쿄도의회 의원 선거의 후보자 공모도 이 날부터 시작하였다. 최종적으로 도의원 선거에는 3명의 공천자가 나왔지만 7·4 선거 결과 모두 당선자를 내지 못했다.
9월 8일, 시민연합 주도로 입헌민주당·사민당·일본공산당과의 차기 총선 공동 정책으로 야당 공투를 체결했고, 그 조인식에 야마모토 대표가 참석했다.
9월 30일, 야마모토는 입헌민주당의 에다노와 최초로 당수 회담을 실시해, 양당이 경합하는 선거구에서 후보자의 일원화를 목표로 하는 것에 합의했다. 에다노는 또 기시다 후미오가 자민당 신임 총재로 취임한 데 따른 수반 지명 선거에 대해 자신에게 투표할 것을 요구했고, 야마모토는 이에 협력할 뜻을 밝혔다.
10월 5일, 차기 중의원 선거의 제6차 공인 후보 예정자로서 시가 3구에서 중의원 의원 다카이 다카시의 입후보 예정을 발표했다.
차기 중의원 선거에 출마를 표명하고 있던 야마모토 대표가 도쿄 8구에서 출마할 것을 발표했다. 이미 발표된 츠무라 치히로는 제6차 공천 예정자로서 호쿠리쿠신에쓰 블록으로 옮기게 되었다. 그러나 10월 11일 요코하마시에서의 야마모토 대표의 가선에서 동 대표가 차기 중의원 선거의 도쿄 8구에서의 출마를 단념했다. 이 구에서의 야당 후보 난립을 피하기 위해서라고 말했다. 야마모토 대표가 재차 차기 중의원 선거는 소선거구가 아닌 비례 도쿄 블록으로부터 출마한다고 발표했다. 기존에 발표됐던 8곳의 공천을 취소하고 이 중 4명을 비례대표 단독 후보로 돌릴 방침도 밝혔다.
10월 31일, 제49회 중의원 의원 총선거의 투개표가 진행되었고 대표인 야마모토가 비례 도쿄 블록으로 당선되어 국정 복귀하는 등, 개선 전부터 2 의석 증가가 되는 3석을 획득하였다. 비례 도카이 블록에서는 의석 획득에 상당한 득표를 했으나, 중복 입후보자가 소선거구에서 10% 미만의 득표율에 그치는 바람에 공직선거법 규정에 따라 의석을 놓쳐 차점인 공명당에 배정됐다. 야마모토는 선거 결과에 대해 "축하해도 아무렇지도 않습니다. 이제부터 시작이고 힘든 길"이라고 했고, 중참을 합쳐 5석이 되자 "제 몫의 국정 정당으로서 출발선에 섰다"고 했다.

## 당직자

### 당 지도부
- 2021년 12월 6일 기준.

| 직책                             | 이름            | 소속           |
| -------------------------------- | --------------- | -------------- |
| 대표・선거대책위원장             | 야마모토 타로   | 중의원 의원    |
| 부대표・양원 총회장・참의원 회장 | 후나고 야스히코 | 참의원 의원    |
| 부대표・참의원 국회대책위원장    | 기무라 에이코   | 참의원 의원    |
| 간사장・정책심의회장 대리        | 다카이 다카시   | 전 중의원 의원 |
| 정책심의회장・중의원 회장        | 오이시 아키코   | 중의원 의원    |
| 국회대책위원장                   | 다가야 료       | 중의원 의원    |

## 역대 선거 결과

### 중의원 선거
| 선거명        | 의석    | 비례 득표율 | 대표          |
| ------------- | ------- | ----------- | ------------- |
| 제49회 총선거 | 3 / 245 | 3.86%       | 야마모토 타로 |

### 참의원 선거
| 선거명          | 의석    | 비례 득표율 | 대표          |
| --------------- | ------- | ----------- | ------------- |
| 제25회 통상선거 | 2 / 245 | 4.55%       | 야마모토 타로 |
| 제26회 통상선거 | 3 / 245 | 4.37%       | 야마모토 타로 |

## 같이 보기
- 레이와 시대
- 야마모토 타로
- 신센구미!